# Eliza Bennett
Eliza Hope Bennett (Reading, Berkshire, 17 maart 1992) is een Britse actrice.
Eliza Bennett begon al op jonge leeftijd te acteren op school, maar ook professioneel: ze speelde mee in Chitty Chitty Bang Bang. Ze wilde verdergaan in het acteren en overtuigde haar ouders om haar in te schrijven in de Sylvia Young Theatre School die ook als agentschap fungeert.
Bennetts eerste grote rol was een bijrol in de Amerikaanse film The Prince and Me uit 2004. Vervolgens dook ze ook op in
een televisieserie. Haar doorbraak kwam er in 2005 met de kinderfilm Nanny McPhee. Vervolgens speelde ze ook rollen in
de films Victims en The Contractor uit 2006.
Later werd Bennett gekozen uit honderden andere meisjes voor de rol van Meggie Folchart in de film Inkheart.